# St. Andrews (Carolina del Sud)
St. Andrews és una concentració de població designada pel cens dels Estats Units a l'estat de Carolina del Sud. Segons el cens del 2000 tenia 21.814 habitants.

## Demografia
Segons el cens del 2000, St. Andrews tenia 21.814 habitants, 10.497 habitatges i 5.091 famílies. La densitat de població era de 1.222,4 habitants/km².
Dels 10.497 habitatges en un 24,1% hi vivien nens de menys de 18 anys, en un 28,8% hi vivien parelles casades, en un 16,1% dones solteres, i en un 51,5% no eren unitats familiars. En el 40,5% dels habitatges hi vivien persones soles el 5,6% de les quals corresponia a persones de 65 anys o més que vivien soles. El nombre mitjà de persones vivint en cada habitatge era de 2,07 i el nombre mitjà de persones que vivien en cada família era de 2,83.
Per edats la població es repartia de la següent manera: un 21,2% tenia menys de 18 anys, un 15,8% entre 18 i 24, un 36,8% entre 25 i 44, un 17,6% de 45 a 60 i un 8,6% 65 anys o més.
L'edat mediana era de 30 anys. Per cada 100 dones de 18 o més anys hi havia 82,8 homes.
La renda mediana per habitatge era de 34.551 $ i la renda mediana per família de 42.088 $. Els homes tenien una renda mediana de 31.114 $ mentre que les dones 25.329 $. La renda per capita de la població era de 20.201 $. Entorn del 10,5% de les famílies i el 13,1% de la població estaven per davall del llindar de pobresa.

## Poblacions més properes
El següent diagrama mostra les poblacions més properes.